# Phong kiến (Trung Quốc)
Phong kiến cát cứ (tiếng Trung: 封建,  là một hệ tư tưởng chính trị và thực tiễn trong phần sau của triều đại Chu của Trung Quốc cổ đại, cấu trúc xã hội của nó tạo thành một hệ thống phi tập trung của chính phủ giống như liên minh  dựa trên giai cấp thống trị bao gồm Thiên tử (vua) và quý tộc, và tầng lớp thấp hơn bao gồm thường dân được phân thành bốn nghề (hoặc "bốn loại người", cụ thể là đề lại, nông dân, công nhân  và thương nhân). Các vị vua Chu đã giới thiệu các chiến binh và người thân của họ, tạo ra những vùng đất rộng lớn. Hệ thống phong kiến mà họ tạo ra đã phân bổ một diện tích đất cho một cá nhân, quy định người đó cai trị thực tế của khu vực đó. Những người cai trị, được gọi là chư hầu (tiếng Trung: 諸侯) cuối cùng nổi loạn chống lại vua Chu, và phát triển thành vương quốc riêng của họ, do đó kết thúc sự cai trị tập trung của triều đại nhà Chu. Do đó, lịch sử Trung Quốc từ thời nhà Chu (1046 trước Công nguyên 256 trước Công nguyên) đến đầu triều đại Tần  đã bị nhiều nhà sử học Trung Quốc gọi là thời kỳ phong kiến, do phong tục chiếm đất tương tự như trong Châu Âu thời trung cổ. Nhưng các học giả đã cho rằng phong kiến  mặt khác lại thiếu một số khía cạnh cơ bản của chế độ phong kiến. Nó thường liên quan đến Nho giáo mà còn cả Chủ nghĩa pháp lý.
Mỗi tiểu bang phong kiến cát cứ được tự trị và có hệ thống thuế và pháp lý riêng cùng với tiền tệ duy nhất, thậm chí cả phong cách viết. Các quý tộc được yêu cầu phải tỏ lòng tôn kính thường xuyên với nhà vua và cung cấp lính vào thời điểm chiến tranh. Cấu trúc này đóng một phần quan trọng trong cấu trúc chính trị của Tây Chu đang mở rộng lãnh thổ ở phía đông. Tất nhiên, điều này dẫn đến sức mạnh ngày càng tăng của các lãnh chúa quý tộc, những người có sức mạnh cuối cùng đã vượt qua các vị vua Chu, dẫn đến sự suy yếu của chính quyền trung ương. Các quốc gia chư hầu bắt đầu phớt lờ hoàn toàn triều đình Chu và chiến đấu với nhau để giành lấy đất đai, sự giàu có và ảnh hưởng, cuối cùng đã làm tan rã Đông Chu vào sự hỗn loạn và bạo lực của thời Chiến Quốc, nơi các lãnh chúa vĩ đại cuối cùng tự xưng là vua.
Trong thời kỳ tiền Tần, phong kiến cát cứ đại diện cho hệ thống chính trị triều đại nhà Chu, và nhiều nhà tư tưởng khác nhau, như Khổng Tử, đã xem hệ thống này như một lý tưởng cụ thể của tổ chức chính trị. Đặc biệt, theo Khổng Tử, trong thời kỳ Xuân Thu, hệ thống nghi lễ và âm nhạc truyền thống đã trở nên trống rỗng và do đó mục tiêu của ông là quay trở lại hoặc đưa trở lại hệ thống chính trị triều đại nhà Chu thời đầu. Với việc thành lập vương triều Tần vào năm 220 trước Công nguyên, Hoàng đế thứ nhất đã thống nhất đất nước và xóa bỏ hệ thống phong kiến cát cứ, củng cố một hệ thống phân chia hành chính mới gọi là hệ thống quận huyện (郡縣制, "hệ thống chỉ huy - quận ") hoặc hệ thống quận, với cơ sở ba mươi sáu quận và một hệ thống luân chuyển bổ nhiệm các quan chức địa phương. Có nhiều khác biệt giữa hai hệ thống, nhưng một điều đặc biệt đáng nói: hệ thống tỉnh đã trao thêm quyền lực cho chính quyền trung ương, vì nó chiếm quyền lực ở trung tâm hoặc hàng đầu. Từ triều đại Tần trở đi, giới văn sĩ Trung Quốc sẽ tìm thấy căng thẳng giữa lý tưởng Nho giáo về phong kiến cát cứ và hệ thống đế quốc.
Sau khi nhà Hán được thành lập (206 TCN đến 207 CE), Nho giáo trở thành hệ tư tưởng đế quốc và các học giả và quan chức lại bắt đầu xem hệ thống phong kiến cát cứ của triều đại Chu là một lý tưởng. Những học giả này ủng hộ việc kết hợp các yếu tố của hệ thống phong kiến cát cứ vào hệ thống quận huyện. Các nhà cai trị triều đại Hán đã giao đất cho người thân, do đó kết hợp các hệ thống tập quyền và phong kiến cát cứ.